# Zamek Trifels
Zamek Trifels (niem. Reichsburg Trifels) – zamek niemieckiego rodu Hohenstaufów, zbudowany w 1113 roku na najwyższym (494 m n.p.m.) trudno dostępnym wzniesieniu powyżej miasta Annweiler am Trifels w Niemczech, w kraju związkowym Nadrenia-Palatynat, we wschodniej części Lasu Palatynackiego. Zamek tworzy zespół razem ze znajdującymi się w pobliżu zamkami Anebos i Scharfenberg.

## Opis
Zamek zajmuje nieregularną przestrzeń o długości 145 m, szerokości – od północy 60 m, od południa zaś – zaledwie 9 m. Posiada dwa solidne donżony wchodzące w system fortyfikacji, czworoboczny i cylindryczny (Anebos i Scharfenberg). Także budynki gospodarcze zostały umocnione osobnymi murami obronnymi.

## Historia

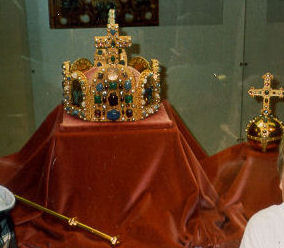
Repliki cesarskich insygniów koronacyjnych

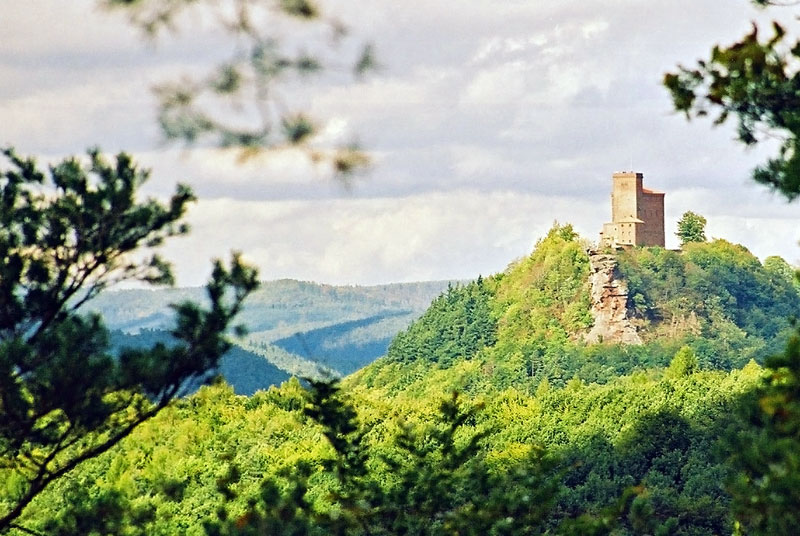
Zamek Trifels, widok z Lasu Palatynackiego

Największą świetność osiągnął za czasów panowania Fryderyka I Barbarossy z rodu Hohenstaufów oraz – przede wszystkim – cesarza Fryderyka II (pierwsza połowa XIII w.).
Z czasów gruntownej przebudowy zamku za Fryderyka I Barbarossy zachowała się m.in. wieża, natomiast okazała baszta, kryjąca studnię wydrążoną w skalę na głębokość 62 m, pochodzi z pierwszej połowy XIII w., z czasów Fryderyka II. Zamek uważano za niemożliwy do zdobycia, przechowywano tu nawet insygnia królewskie, pełnił także funkcję więzienia politycznego. Przez trzy tygodnie w roku 1193 jego więźniem był król angielski – Ryszard Lwie Serce. W 1602 roku zamek spłonął od uderzenia pioruna i został opuszczony.
W 1937 roku rozpoczęto prace nad odbudową, które zainicjował bawarski premier Ludwig Siebert, który uznał, że zamek może stać się „sanktuarium narodowym”. Pracami kierował Rudolf Esterer. W latach 40. XX wieku zbudowano utrzymaną w duchu nacjonalistycznym „Salę Cesarską”. Po upadku nazistów prace budowlane przerwano, jednak wznowiono je w 1954 roku, a w 1966 roku zbudowano wieżę główną, pomimo że nie posiadano dokładnych danych dotyczących wyglądu zamku w średniowieczu. Obecnie jest to jeden z najpopularniejszych obiektów turystycznych Palatynatu.

## Galeria

Zamek Trifels - Reichsburg Trifels
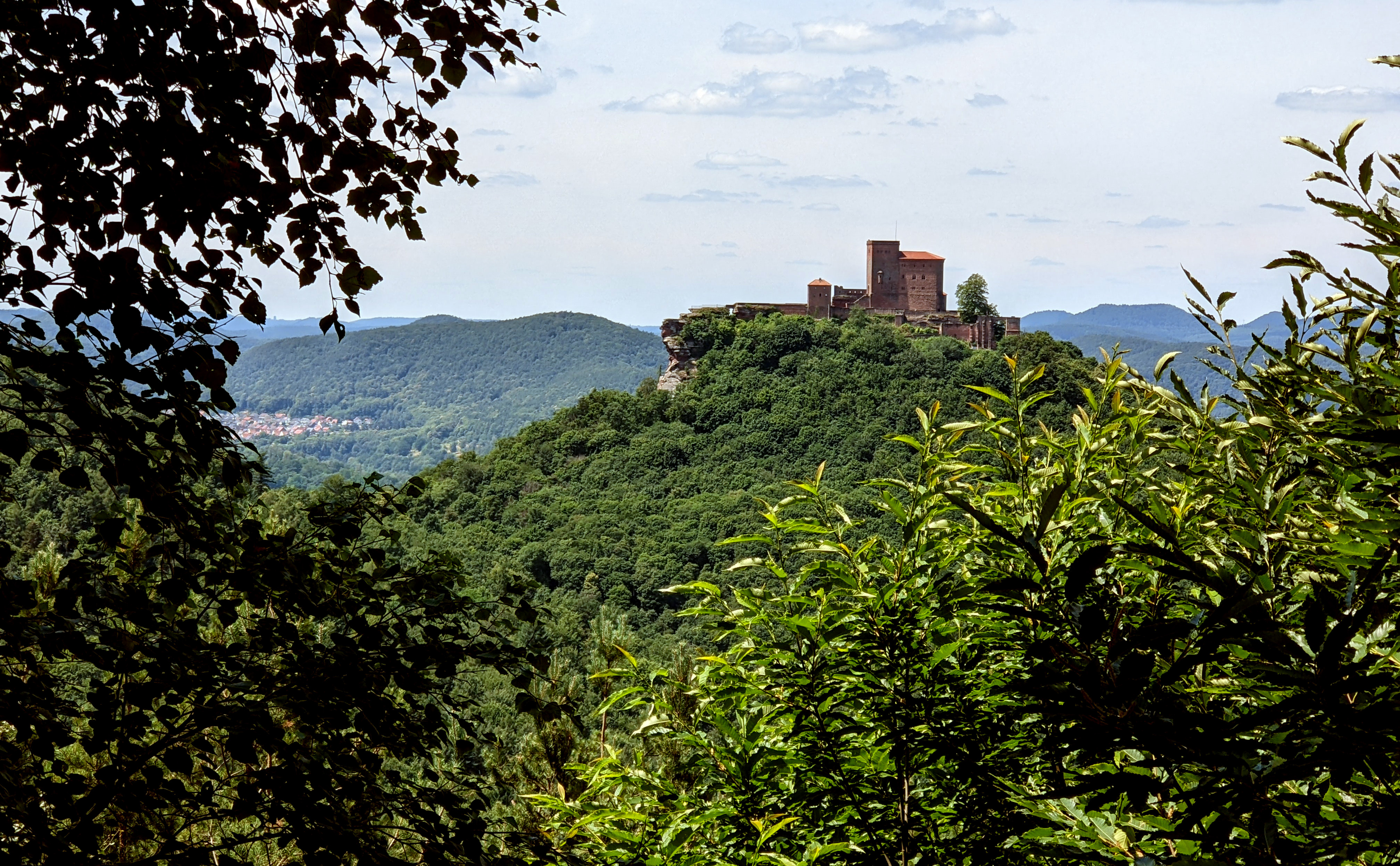
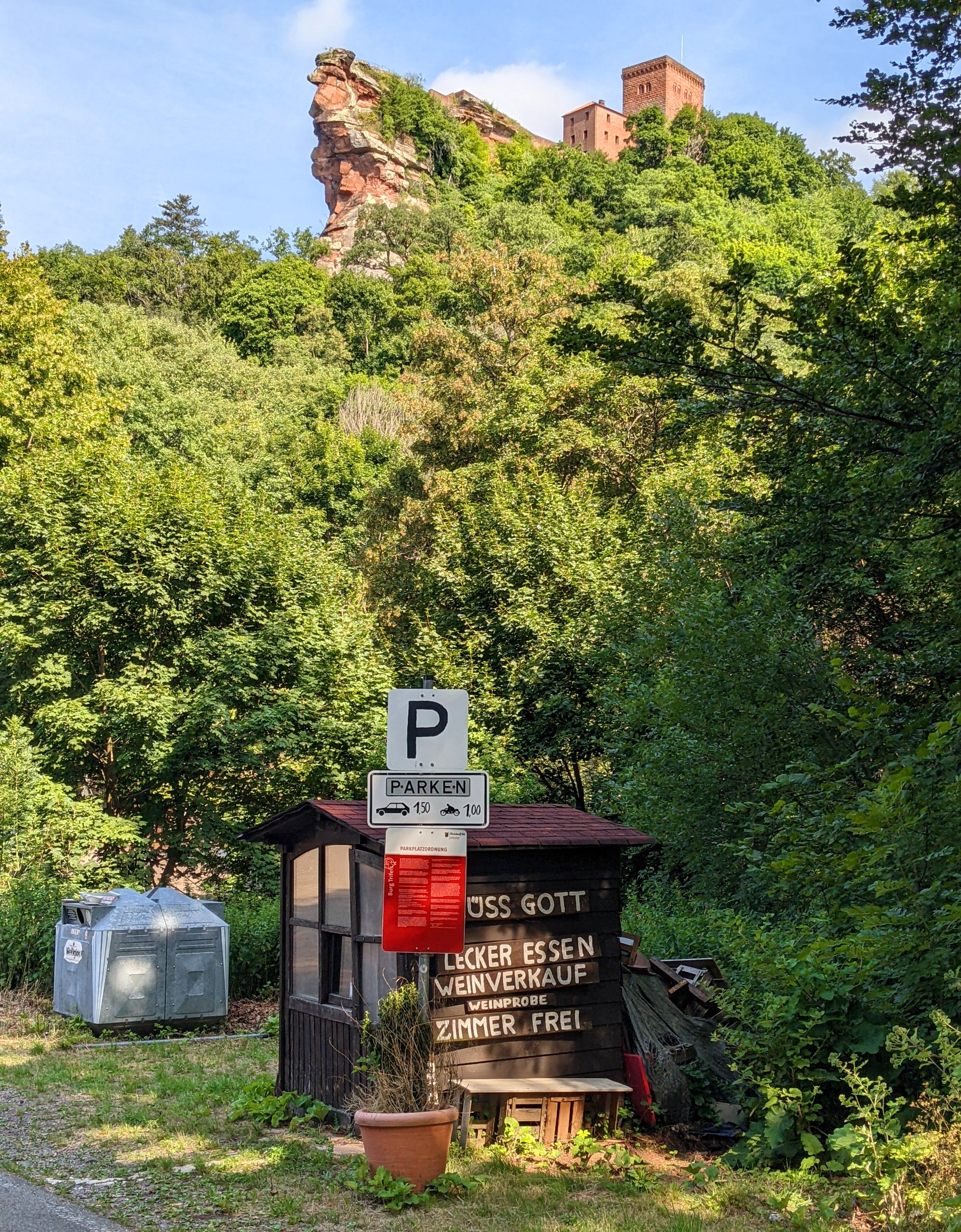
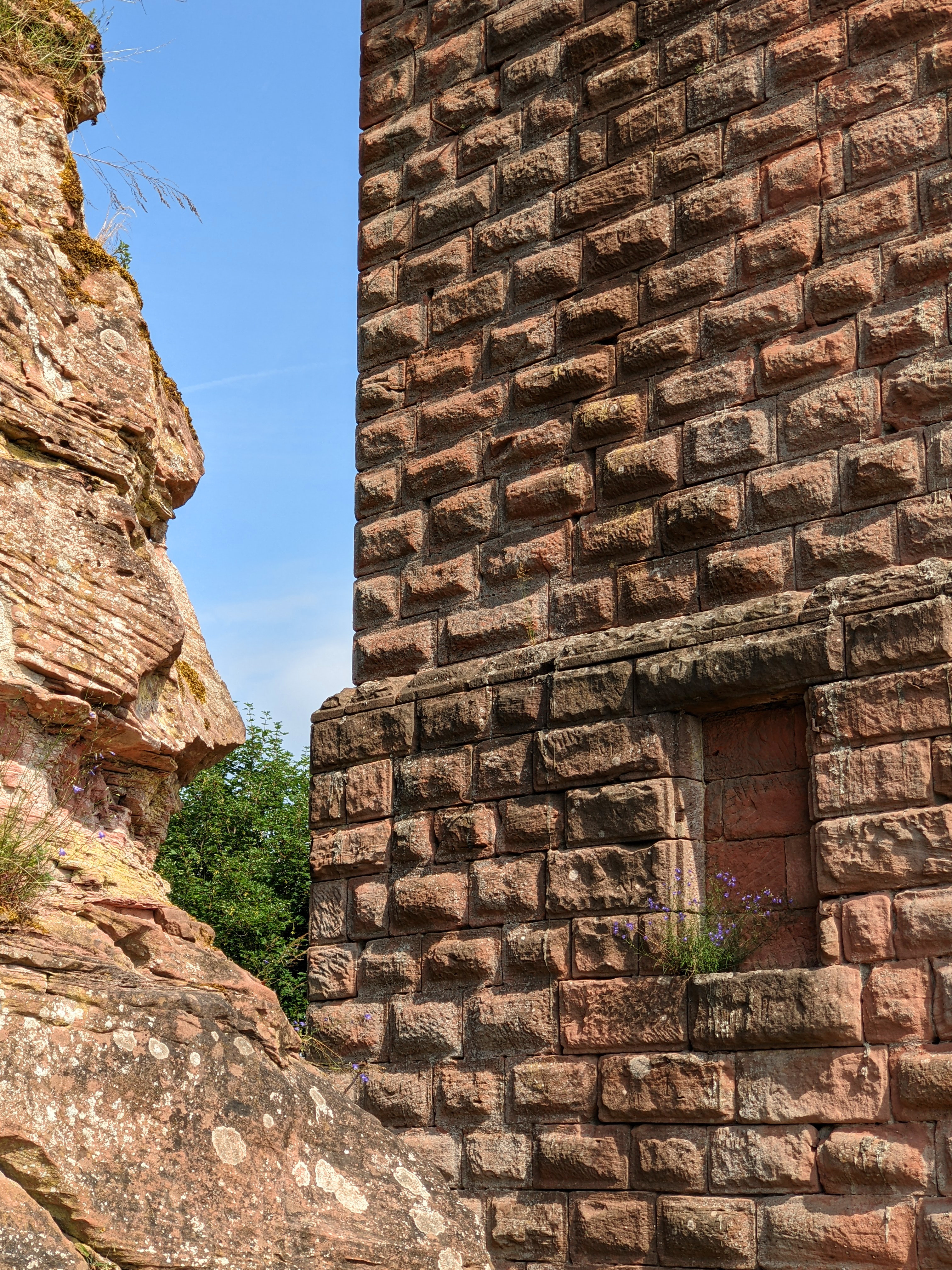
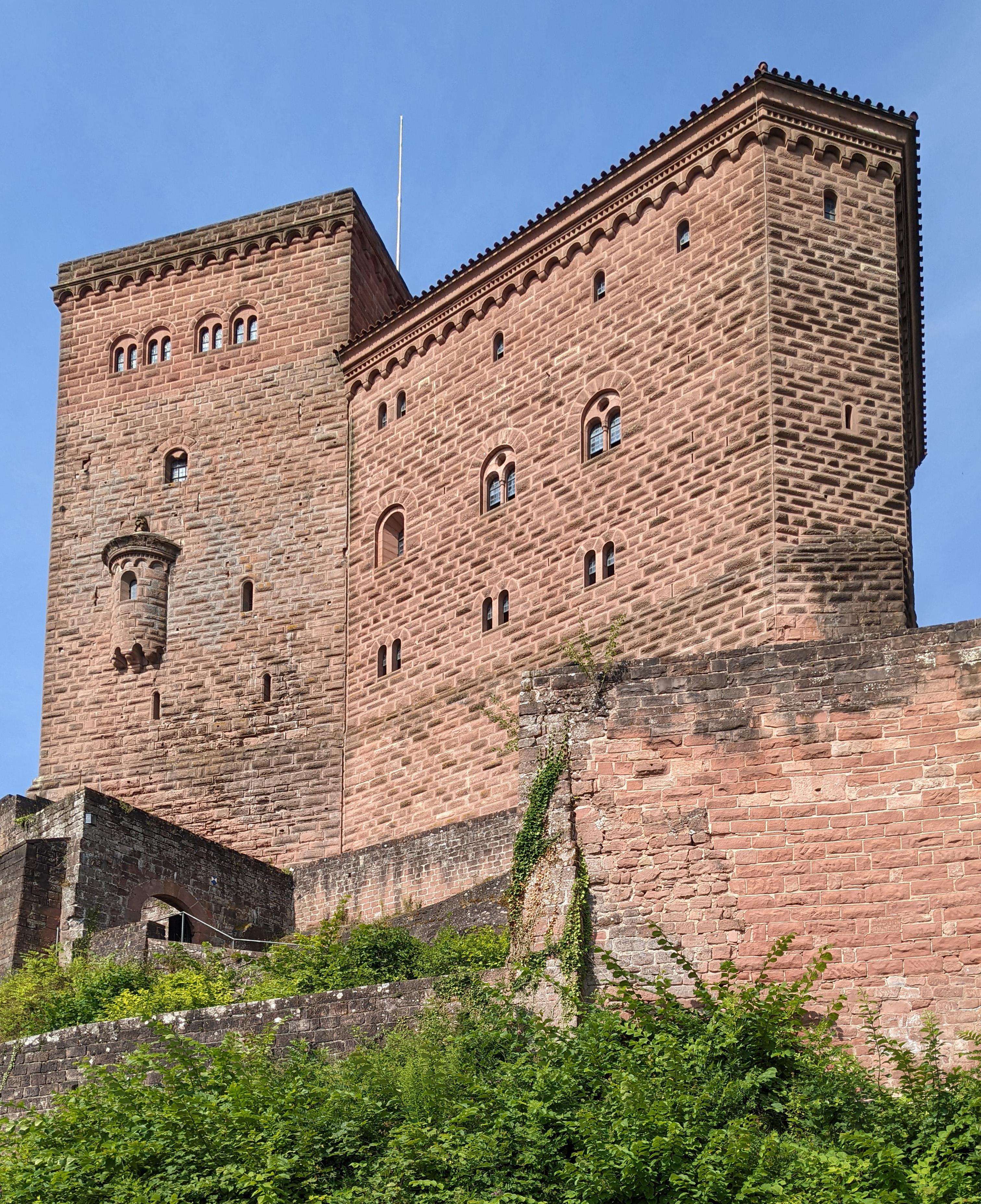
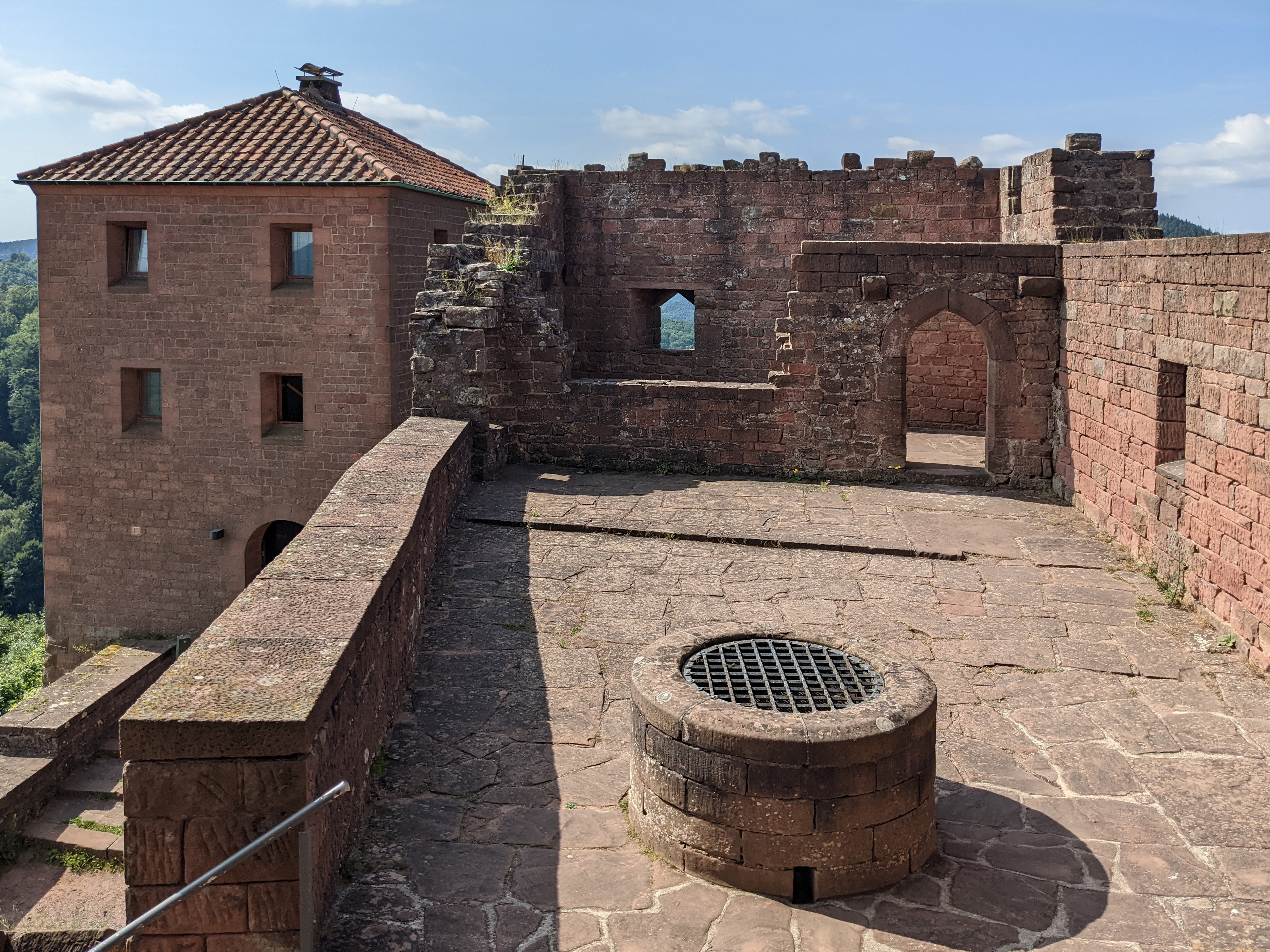
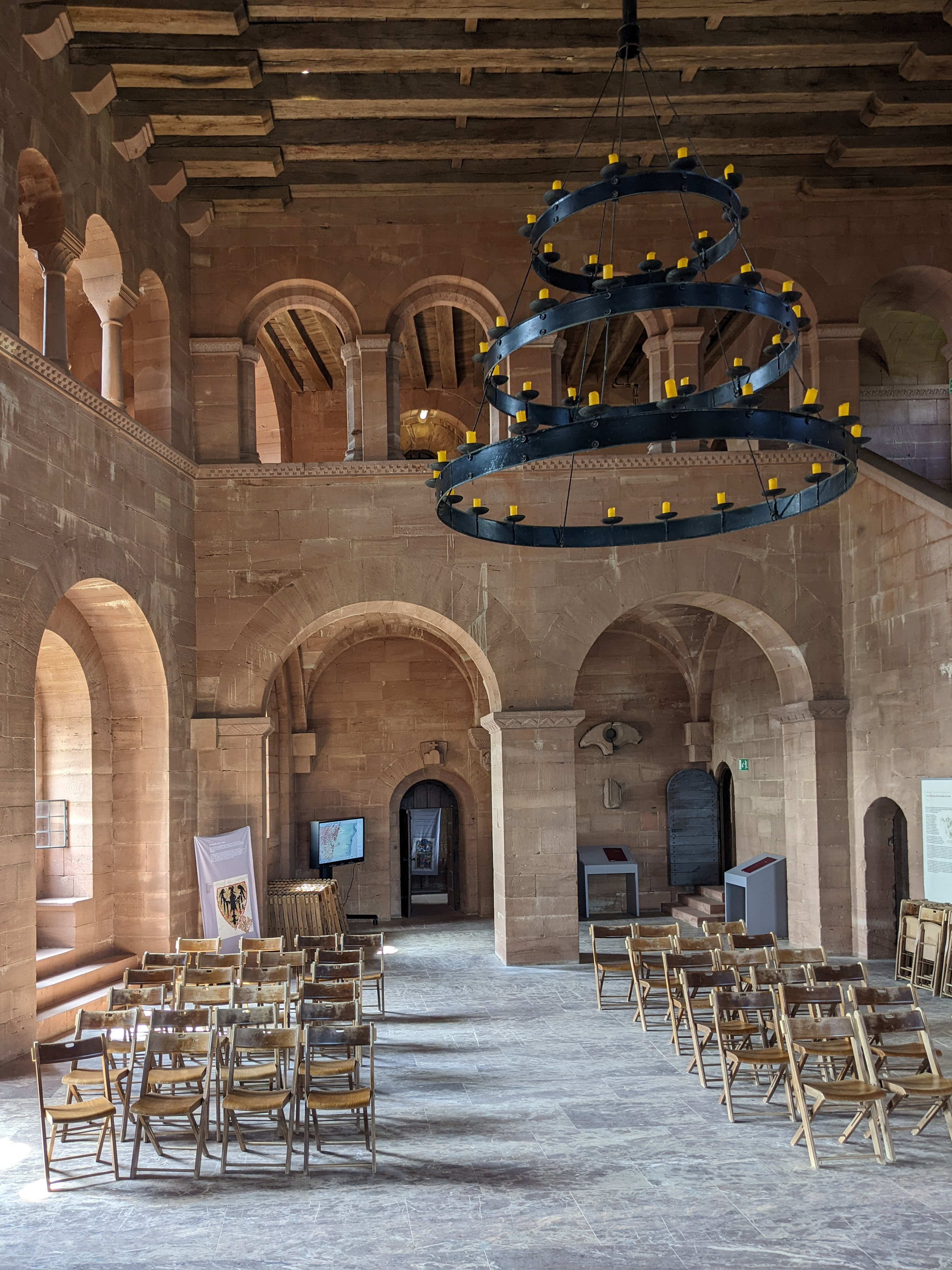
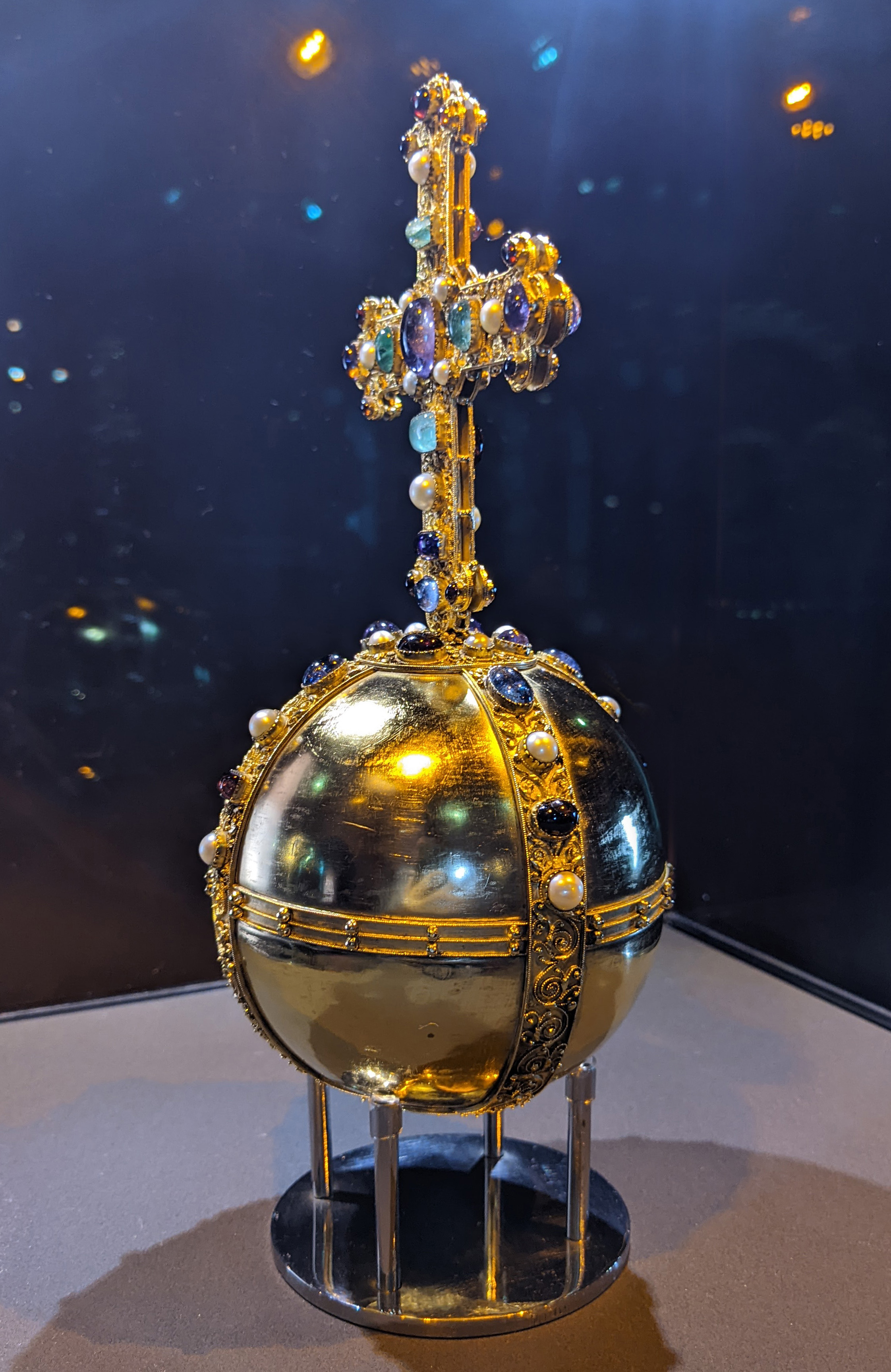
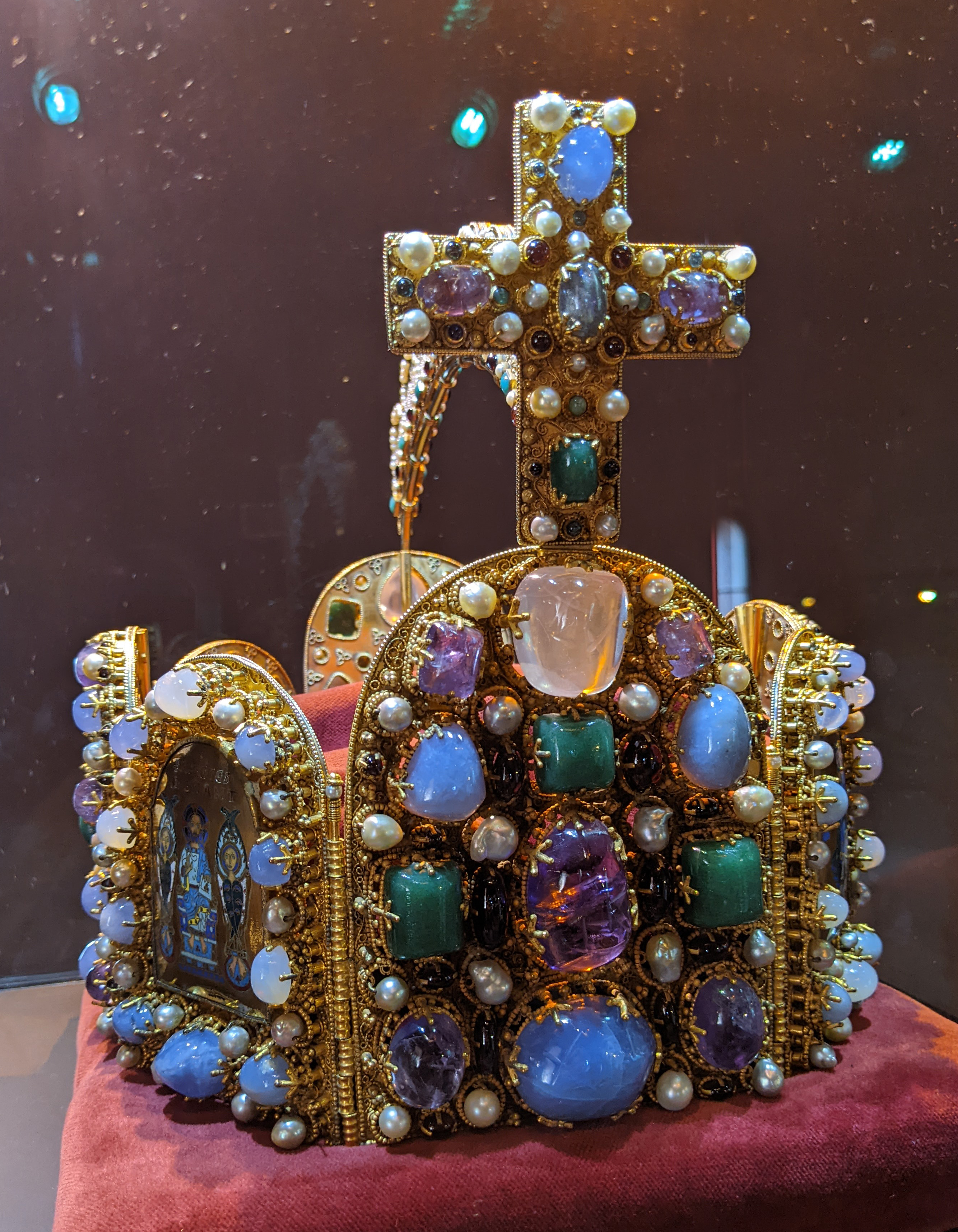